# 황금새
황금새는 참새목 솔딱새과의 새이다. 황금새는 자신의 영역을 지키기 위해서 지저귀며 자기 영역을 만든 황금새는 바로 둥지를 만들어 새끼를 키운다. 다른 황금새가 자신의 영역에 들어오면 가슴의 깃털을 부풀려 자기가 더 강하다는 것을 과시한다. 상대방이 물러나지 않으면 싸움이 붙는다. 어떤 때는 두 마리가 엉겨서 땅 위로 떨어질 때도 있다. 암컷 황금새는 수컷 황금새가 자신의 영역을 지키고 있을 때 암컷 황금새는 열심히 둥지를 만들고 알을 품는다. 또 새끼가 태어나면 수컷과 함께 먹이를 나른다.